# نباتات خيطية
النيماتوفيتون (Nematophyta)، عاشت النباتات الخيطية في العصر السيلوري والعصر الديفوني منذ حوالي 400 مليون سنة وهو لايشبه أي نبات حديث، ويعتبر كصنف من أصناف الطحالب وهو صورة لنبات انتقالي بين النباتات المائية ونباتات اليابسة وقد كان حجمه كبيرًا إذ وجدت منه قطع متحجرة بلغ قطرها قدمان وكانت سيقانه تحتوي على نسيج وعائي.